# 巴克肖特 (亞利桑那州)
巴克肖特（英語：Buckshot）是位於美國亞利桑那州尤馬縣的一個人口普查指定地區。根據2010年美國人口普查，該地人口為153人，而該地的面積約為0.83平方千米。

## 地理
巴克肖特的座標為32°44′25″N 114°28′58″W / 32.74028°N 114.48278°W，而該地最高點為海拔高度48米（即157英尺）。